# الکساندر گریگورنکو
الکساندر گریگورنکو (اوکراینی: Олександр Сергійович Григоренко؛ زادهٔ ۶ فوریهٔ ۱۹۸۵) بازیکن فوتبال اهل اوکراین است.
از باشگاه‌هایی که در آن بازی کرده‌است می‌توان به باشگاه فوتبال اورداباسی، باشگاه فوتبال شاختار قراغندی، و باشگاه فوتبال آتیراو اشاره کرد.
وی همچنین در تیم ملی فوتبال زیر ۲۱ سال قزاقستان بازی کرده‌است.